# Спиритизм (книга)
«Спиритизм» (нем. Der Spiritismus) — книга немецкого философа Эдуарда фон Гартмана, автора известного трактата «Философия бессознательного», впервые вышедшая в Берлине в 1885 году. По мнению профессора Коринны Трэйтель, издание этой книги стало одним из «ключевых» событий в истории «немецкого оккультного движения». Это была одна из первых работ, пытавшихся дать «всестороннее» научное объяснение оккультных феноменов с позиций психологии. По признанию Чарльза Мэсси, одного из основателей ОПИ, публикация этой книги нанесла «самый жестокий удар» из всех, когда-либо направленных против спиритизма.

## Содержание книги
1. Общее состояние вопроса.
2. Физические феномены.
3. Осмысленность сообщений.
4. Трансфигурация и материализация.
5. Гипотеза духов.[K 2]

### Спиритизм и спиритуализм
В начале первой главы Гартман поясняет, что слово «спиритизм» имеет французское происхождение, но англичане и большинство немцев предпочитают термин «спиритуализм».
Автору представляется целесообразным использовать термин «спиритуализм» для обозначения метафизической точки зрения, противоположной материализму, и, соответственно, чтобы избежать путаницы, «спиритизмом» следует называть, по его мнению, объяснение медиумических явлений посредством участия «духов». Он полагает, что большинство людей, увлечённых спиритизмом и выписывающих спиритические журналы, не имеют никакого интереса к научному исследованию феноменов медиумизма, но вместо этого ищут «подтверждение своей веры» в жизнь после смерти. Гартман считает большой заслугой современного ему спиритического движения повторное открытие огромной«области явлений», отвергнутой в эпоху Просвещения. Однако, поскольку спиритизм, по его мнению, угрожает стать в Германии «общественным бедствием», государству следует использовать свой авторитет для того, чтобы заинтересовать учёных в исследовании спиритических феноменов. Общество имеет полное право знать об этих вещах, а так как оно не в состоянии сформулировать собственное мнение, ему остаётся только ждать выводов, сделанных «официальными представителями науки».

### Методология исследования
Гартман пишет, что для изучения «анормальных явлений человеческой природы» требуется обращение к персонам, одарённым «анормальным» организмом. Следует помнить, продолжает он, что так же, как и в опытах с электрической машиной, могут быть неудачи в опытах с медиумами, но это «не должно препятствовать изучению анормальных явлений». Он считает, что научное исследование спиритизма должно быть основано на «общих методологических законах», которые нельзя «переступать безнаказанно».

«Во-первых, принципы не должны быть умножаемы без надобности; значит, не следует искать другой причины, покуда достаточно одной. Во-вторых, следует как можно больше придерживаться тех причин, за существование которых ручается опыт и несомненные выводы, и не браться без нужды за такие, которых существование сомнительно или не доказано и которые в качестве гипотезы для объяснения данных явлений ещё нуждаются в подтверждении. В-третьих, следует как можно дольше обходиться причинами естественными и не переходить к сверхъестественным без настоятельной необходимости. Спиритизм грешит против этих трёх основных правил».

### Галлюцинаторная гипотеза
Исследование «скрытого сомнамбулизма», как утверждает Гартман, может дать понимание «всей области» медиумических явлений. Он поясняет, что «универсальный медиум» должен быть, прежде всего, автосомнамбулом и, кроме этого, он должен быть ещё «сильным гипнотизатором». По его мнению, на спиритических сеансах медиумы погружают себя в состояние «скрытого или явного» сомнамбулизма. Далее такой медиум-автосомнамбул «имеет галлюцинации, принимаемые им за действительность, и обладает в то же время сильным желанием, чтобы присутствующие видели эту воображаемую действительность, т.е. имели бы те же галлюцинаторные представления, как и он сам». Гартман считает, что с точки зрения «научно-психологической» каждый участник спиритических сеансов должен постоянно помнить, что он находится под влиянием «весьма сильного магнетизёра», преследующего цель «погрузить» его в «скрытый сомнамбулизм и заразить своими галлюцинациями».

«Медиумы в своём состоянии сомнамбулизма, скрытого или явного, обладают такой массой нервной силы — будет ли то сила их собственного организма или сила, извлечённая из организма присутствующих и сконцентрированная, — какую не развивал ещё ни один магнетизёр в своём совершенно бодрственном состоянии; вместе с тем и способность медиумов погружать присутствующих в состояние явного или скрытого сомнамбулизма при помощи этого большого запаса силы должна быть большей, чем способность какого бы то ни было магнетизёра, действующего в состоянии бодрственном».
По Гартману, у медиума-автосомнамбула функцию магнетизёра выполняет его бодрствующая воля, которая придаёт его сомнамбулическому сознанию определённое направление по отношению к «имеющимся появиться галлюцинациям». Если «медиум галлюцинирует», что он перестал быть медиумом, а «сделался духом», например, Кэти Кинг и действует в качестве таковой, то и участники сеанса будут иметь галлюцинацию, что выходящая из-за занавески фигура — не медиум, а Кэти Кинг. Он полагает, что материализация чаще всего представляет собой всего лишь трансфигурацию самого медиума, поскольку при отделении на сеансах призрака от медиума всегда оказывалось, что он целиком «исходил из медиума и возвращался в него».
Галлюцинаторная гипотеза Гартмана отвергает возможность получения фотографий, на которых были бы одновременно сняты и медиум, и материализованная фигура, поскольку галлюцинацию нельзя сфотографировать, таким образом, по мнению её автора, все подобные снимки являются подделкой. Например, по поводу фотографии, выполненной Круксом, на которой медиум снят одновременно с призраком, Гартман пишет, что она вызывает сильное подозрение, поскольку можно подумать, что «вместо предполагаемого призрака снят сам медиум, а вместо предполагаемого медиума — его платье, подбитое подушкой и находящееся в полузакрытом положении».

### Гипотеза нервной силы
По Гартману, любые физические феномены медиумизма, независимо от их сложности, всегда выполняются за счёт «нервной силы» медиума, которая есть не что иное, как физическая сила, которая «производится» его нервной системой и беспрепятственно проходит сквозь всякое вещество, «подобно магнетизму». Воля медиума должна направить эту силу, «овладеть» ею, причём распределение силы зависит от «фантастического образа, находящегося в сомнамбулическом сознании медиума». К тому же, физические явления, требующие «особенного напряжения нервной силы», происходят, когда медиумы впадают в «явный сомнамбулизм». Автор книги подтверждает, что оттиски органических форм относятся к «самым разительным явлениям» медиумизма, их превосходят разве что случаи «проникновения вещества сквозь вещество». Он признаёт, что оттиски несомненно доказывают, что в данном случае имеется не передача галлюцинаций, а «объективно-реальное действие медиумической силы на материю», и объясняет этот феномен так:

«Если представить себе другое расположение линий давления и натяжения медиумической нервной силы — расположение, отвечающее тем надавливаниям, которые производит внутренняя сторона плоско лежащей руки на мягкое вещество, способное воспринять отпечаток, то перемещение частиц вещества, вызванное такой динамической системой, опять должно бы согласоваться с тем, какое вызывается прямым давлением руки, т.е. получился бы оттиск органической формы, хотя такой формы, могущей произвести подобный оттиск, могло бы и не быть налицо в материальном виде».
Некоторые феномены Гартман объясняет тем, что медиум в состоянии сомнамбулизма якобы соединяет «галлюцинацию появляющегося образа» с представлением о необходимости произвести перемещение реального предмета и бессознательно производит это перемещение «при помощи своей медиумической нервной силы», оставаясь при этом в уверенности, что оно произведено собственной силой представляющегося ему фантастического образа, то есть, через «перенос своей галлюцинации на зрителей» он бессознательно внушает им идею, что произошедшее перемещение действительно выполнено тем призраком, который — всего лишь его галлюцинация.

### Ментальные манифестации
Относительно спиритических сообщений Гартман утверждает, что только «сомнамбулическое сознание» может быть источником их содержания. «Все сообщения, — поясняет он, — имеют содержание, соответствующее умственному уровню и взглядам медиума». Как правило, оно бывает «ниже духовного уровня» медиума и участников сеанса, реже — равняется ему, но никогда не бывает выше его. Автор пишет, что некоторые медиумы при своих «мимических трансфигурациях» обнаруживают поразительные лингвистические способности. Они могут воспроизводить слова и фразы «на чужих, непонятных наречиях», которые прежде случайно услышали, не обратив на то внимания. По словам Гартмана, только умеющий писать медиум может «производить невольное письмо или вызывать письмо на расстоянии» (без участия руки).

### Объяснение невероятного
В принципе, Гартман допускает возможность медиумического феномена «проникновения материи», так же как допускает возможность и всех других явлений, подтверждённых показаниями свидетелей. Однако он высказывается против гипотезы Цёлльнера, прибегающего к четвёртому измерению пространства, и склоняется, скорее, «в пользу молекулярных потрясений вещественной связи в теле, чем в пользу движений и колебаний вне трёхмерного пространства». Согласно Гартману, ни мешок, ни клетка, в которые медиум может быть посажен, не будут для него помехой: если он в состоянии сна может проходить сквозь вещество, «ничто не мешает ему выступить перед зрителями в качестве явления, несмотря на все эти предосторожности». Упомянув об «экспансивном действии» медиумической нервной силы, преодолевающем «сцепление материальных частиц» и приводящем к акустическим явлениям, Гартман переходит к спиритическим феноменам, относящимся к «проникновению материи», причисляя их к «особенно невероятной области явлений». Он ссылается на подтверждённые опыты Цёлльнера и факты «приноса» предметов в запертую комнату, многократно наблюдавшиеся при самых строгих условиях контроля. Он перечисляет различные виды «проникновения материи», как-то: продевание железного кольца сквозь руку медиума, проникновение монет, кусков грифеля и т.п. в полностью закрытые ящики, надевание кольца на тумбу стола, завязывание узлов на шнурках и ремнях с «припечатанными» концами и т.п., принос в сеансовую комнату предметов из другой комнаты или других домов, а также принос цветов, растущих вне помещения. Согласно Гартману, медиум не может только за счёт воли, своим чисто психическим влиянием вызвать упомянутые физические явления в неодушевлённых предметах; главное действие воли заключается в том, чтобы освободить «магнетическую или медиумическую нервную силу из нервной системы и направить её определённым образом на живые или мёртвые объекты». Тем не менее, по его утверждению, при исследовании любых феноменов медиумизма, за исключением «настоящего ясновидения», нет необходимости выходить «за пределы естественных объяснений».

### О гипотезе духов
В заключение, Гартман даёт оценку центральному пункту спиритизма:

«Вся гипотеза духов обращается постепенно в ничто, по мере того как приходится перенести с предполагаемых духов на медиума — сначала прямые физические действия силы, потом происхождение явлений материализации, а наконец и происхождение самого умственного содержания сообщений. Существуют духи или нет — это нас здесь не касается; во всяком случае, если они и существуют, то существуют в ином мире, из которого спиритизм напрасно мнил низвести их к нам».

## Критика

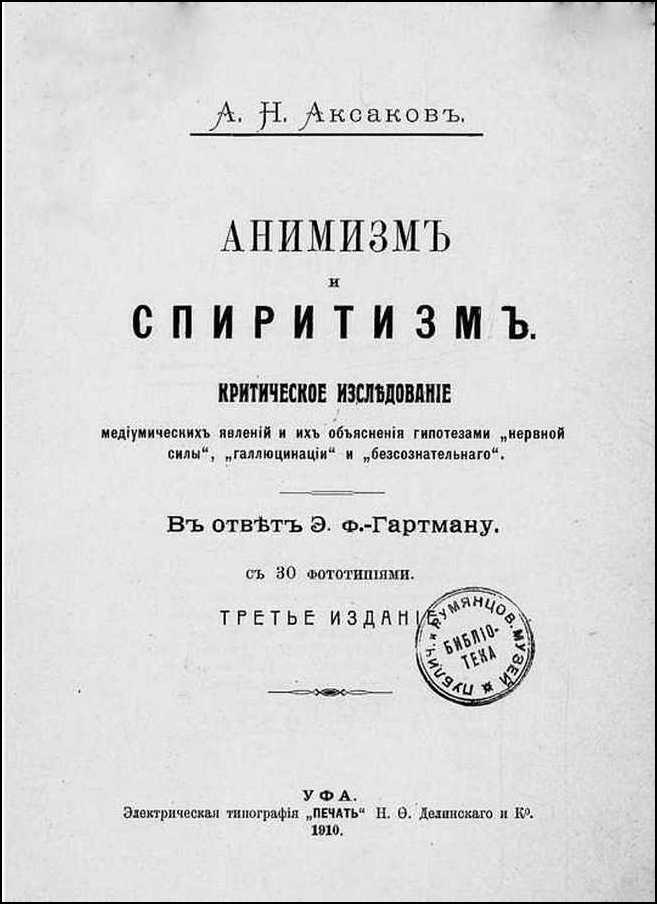
«Анимизм и спиритизм», 3-е изд.

Одним из самых активных критиков книги Гартмана был А. Н. Аксаков. Доказательством, которое он использовал для опровержения галлюцинаторной гипотезы, стали спиритические фотографии. Снимки, сделанные во время сеансов, на которых были видны как медиум, так и материализованная форма, согласно Аксакову, «убедительно демонстрировали», что материализация представляет собой объективное явление, а не разновидность массового гипноза (см. фото слева). Критика Аксакова получила поддержку оккультистов, публикации которых в журнале «Сфинкс» изображали Гартмана «то глупцом, то мошенником» из-за его отказа признать свои логические ошибки. Аксаков подчёркивал, что Гартман не имел практического опыта и недостаточно уделял внимания тем фактам, которые не соответствовали его убеждениям, многие же феномены «и вовсе были ему неизвестны».

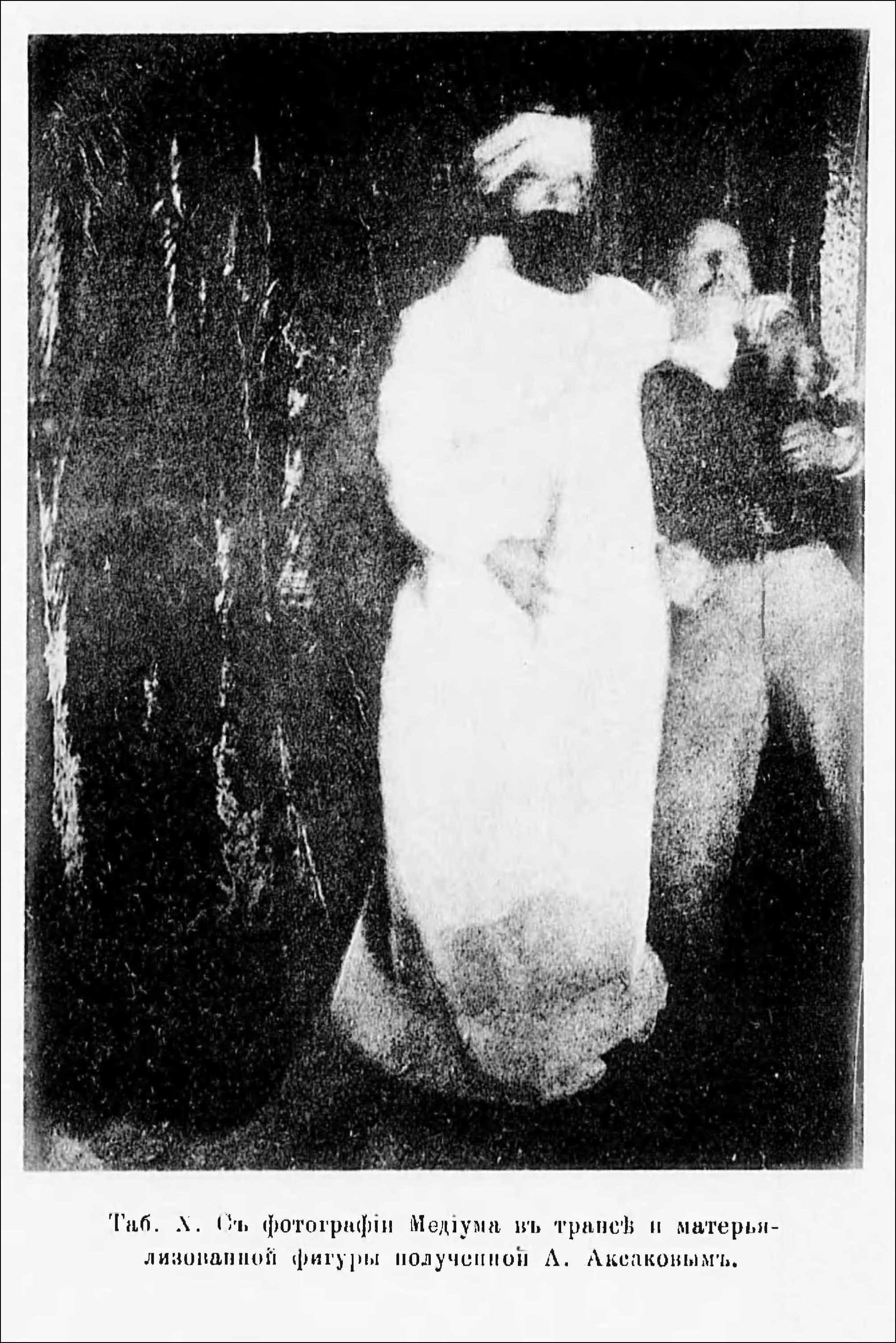
Медиум в трансе и материализованная фигура. Фото А. Н. Аксакова.

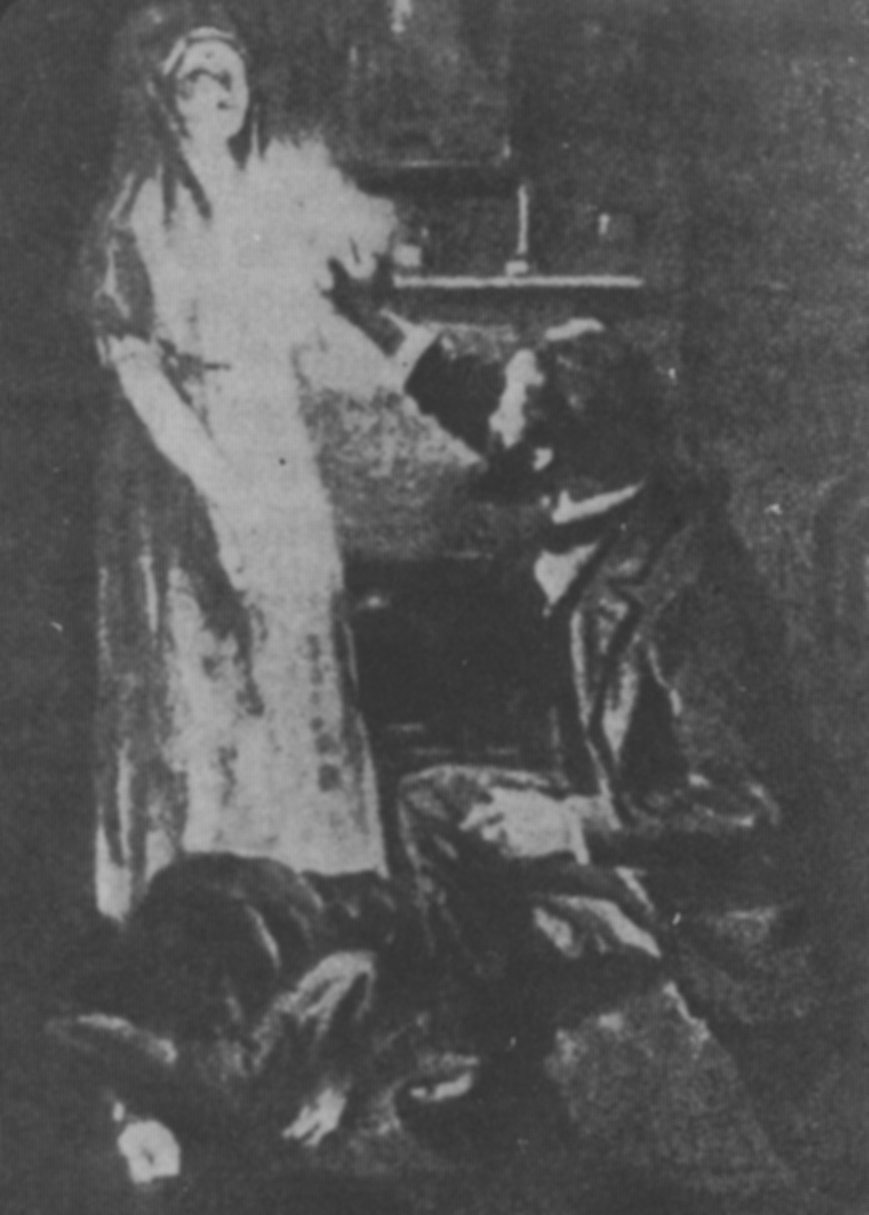
Уильям Крукс, Кэти Кинг и её медиум.

Профессор Альфред Леманн писал, что Гартман пользуется своими гипотезами, «смотря по тому, как ему удобнее»: если на сеансе появляется материализованная фигура, то для него это просто галлюцинация, воображённая участниками сеанса, если же эта фигура отображается на фотографии, то её появление объясняется действием нервной силы медиума, так как «иначе её нельзя было бы сфотографировать». Однако воззрение, произвольно использующее подобного рода шаткие объяснения, «в научном отношении несостоятельно».
Комментируя утверждение Гартмана о том, что отпечатки органических форм производятся нервной силой медиума, Аксаков писал, что данная гипотеза необходимо приводит к «принятию длины, толщины и плотности» этой силы, иначе говоря, к тому, что обычно служит для определения тела, т.е. подобные отпечатки должны быть произведены «действием невидимого тела, образующегося за счёт организма медиума», — материализованной формой. Далее, Гартман говорит, что медиумическая нервная сила может «превращаться в тепловые и световые явления», например, она может производить определённые формы, хотя бы «неорганические, например, кресты, звёзды, светлое поле с мерцающими на нём световыми точками». Значит, здесь, по комментарию Аксакова, нервная сила становится видимой и не представляет собой галлюцинацию. Почему тогда та же самая сила, ставшая видимой в материализованном органическом образе, иногда светящемся, превращается в галлюцинацию? По утверждению Аксакова, галлюцинаторная гипотеза Гартмана «опрокидывается» его собственной логикой.
В связи с гипотезой Гартмана, объясняющей физические феномены медиумизма, Мэсси заметил, что мнение большинства людей, знакомых с ними, состоит в том, что эта гипотеза сама по себе «слишком сложна» и, к тому же, не соответствует фактам. Дю-Прель, приведя заявление Гартмана из первой главы его книги: «Я не могу делать выводы о реальности рассматриваемых явлений, поскольку ни разу не присутствовал на сеансе... с другой стороны, я считаю себя имеющим право высказать обоснованное суждение об этих явлениях, если они реальны, потому что в этом состоит обязанность философа», прокомментировал его следующим образом:

«Должен признаться, я всегда считал, что существует „золотое правило для философа“ — хранить молчание там, где у него нет опыта, чтобы ему не могли сказать: „Si tacuisses, philosophus mansisses!“ (Уж лучше бы ты молчал, тогда сошёл бы за философа!) Вот почему мой окончательный вердикт состоит в том, что своими сочинениями против спиритизма Гартман безусловно внёс вклад в эристику, но никак не в философию».

## Публикации
- Der Spiritismus. — Berlin: Wilhelm Friedrich, 1885. — 118 S.
- Der Spiritismus. — 2-е изд. — Leipzig: H. Haacke, 1898. — 125 S.
- Der Spiritismus. — Reprint. — Fb&c Limited, 2018. — 128 S. — (Classic Reprint). — ISBN 9780428351656.

Переводы
- Spiritism = Der Spiritismus / Перевод C. C. Massey. — 1885 reprint. — Cambridge University Press, 2012. — 138 p. — ISBN 9781108052719.
- Спиритизм = Der Spiritismus / Перевод А. М. Бутлерова. — СПб.: Изд. А. Н. Аксакова, 1887. — 163 с.

## Русский перевод

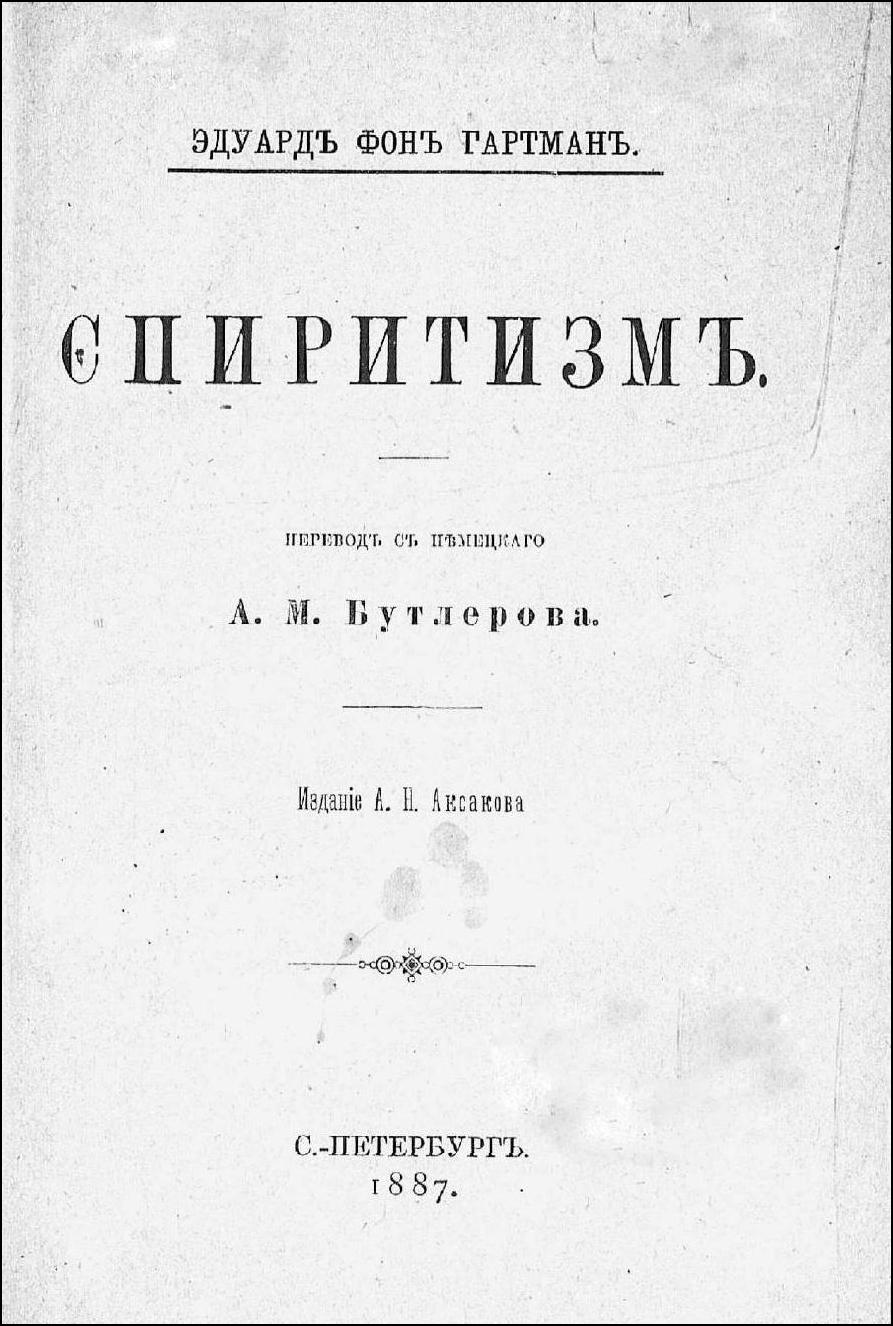
Русский перевод, 1887

Сразу после выхода книги Гартмана А. Н. Аксаков высказал мысль о важности её русского издания. А. М. Бутлеров отнёсся к этой идее «вполне сочувственно» и согласился продиктовать перевод, если будет стенограф. Первая диктовка состоялась 3 ноября 1885 года в кабинете Аксакова и продолжалась воскресными вечерами до 2 февраля 1886 года. Это была последняя работа Бутлерова по спиритизму. Перевод печатался в журнале «Ребус» с согласия автора, которое он дал Аксакову в своём письме к нему. Отдельным изданием вышел в 1887 году.

## Комментарии
1. ↑  Мэсси, английский переводчик книги[5], отметил, что «философская позиция» её автора несовместима со спиритизмом, потому что, по мнению Гартмана, вера в «бессмертие личности» является заблуждением[6]. По заключению немецкого философа Карла Дю-Преля, эта «небольшая работа» Гартмана была явно направлена против спиритизма[7].
2. ↑  Hartmann E. Der Spiritismus, 1885, Inhalt[1].
3. ↑  «Spiritualism is a religion based upon the belief that mediumship, the ability demonstrated by a few select persons to contact the world of spirits, proves that the individual survives bodily death. It arose in midnineteenth-century America and has spread around the world»[9].
4. ↑  См. Hartmann E. Der Spiritismus, 1885, S. 2[10].
5. ↑  История «столоверчения» в Германии началась в январе 1853 года, когда жительница Бремена получила из Нью-Йорка от своего брата письмо, в котором он, сообщив об удачных спиритических экспериментах и приложив детальные инструкции, предлагал ей провести собственные опыты. Несколько дней спустя в салоне, принадлежавшем бременскому бизнесмену, был проведён «один из первых в Европе опытов по столоверчению»[3].
6. ↑  См. Hartmann E. Der Spiritismus, 1885, S. 14, 15, 20[11][6].
7. ↑  Гудрик-Кларк писал, что в соответствии с философией Гартмана, Эго остаётся после смерти бесплотной сущностью, «вопреки христианской теологии и теории спиритуалистов»[12].
8. ↑  Наивные взгляды первых американских спиритуалистов были «трансмутированы» и развиты европейскими и особенно немецкими мыслителями. Они стремились к тому, чтобы привести спиритические феномены, насколько это возможно, в соответствие с известными научными фактами, постулируя «новые силы или новые проявления известных сил», имеющихся в человеческом организме, чтобы не довольствоваться объяснениями, которые фактически отрицали любую науку, а именно, гипотезой о «духах умерших людей»[13].
9. ↑  См. Гартман Э. Спиритизм, 1887, С. 5[14].
10. ↑  Цит. Гартман Э. Спиритизм, 1887, С. 147[15].
11. ↑  «SOMNAMBULISM, a state of sleep, or half-waking trance, spontaneously or artificially induced in which subconscious faculties take the place of normal consciousness and direct the body in the performance of erratic (sleep walking) or highly intellectual actions (solving problems)»[17].
12. ↑  По мнению Мэсси, факты сомнамбулизма в отношении медиумических феноменов, «безусловно, игнорировались спиритуалистами»[18]. Дю-Прель писал, что сомнамбулизм является «убедительнейшим доказательством» существования сверхчувственного мира, так как он показывает, что подсознательно «мы сами вплетены» в этот трансцендентальный мир. Сомнамбулизм доказывает, что «Шопенгауэр и Гартман были правы», когда утверждали, что в основе феномена человека лежат воля и бессознательное[19].
13. ↑  Цит. Гартман Э. Спиритизм, 1887, С. 41-42, 68, 69[20].
14. ↑  См. Гартман Э. Спиритизм, 1887, С. 70[21].
15. ↑  Гартман объясняет феномены, демонстрируемые медиумами на спиритических сеансах, действием неизвестных ментальных сил, а материализации, свидетелями которых становятся участники сеанса, — их галлюцинациями. Согласно его аргументации, медиум представляет собой мощного «месмеризатора», способного внушать свои идеи участникам сеанса, вызывая общую галлюцинацию[22].
16. ↑  Цит. Гартман Э. Спиритизм, 1887, С. 68[23]
17. ↑  Согласно Гартману, существование «медиумической нервной силы», которую, по его мнению, ошибочно называют «психической», является фактом[24][25].
18. ↑  См. Гартман Э. Спиритизм, 1887, С. 107, 119[26].
19. ↑  «TRANSFIGURATION, metamorphic power of the medium to assume bodily characteristics of deceased people for their representation»[27].
20. ↑  См. Гартман Э. Спиритизм, 1887, С. 137[28].
21. ↑  Гартман ссылается на сообщения «о случаях передачи галлюцинаций у индийских факиров и у турецких дервишей»[29], однако, по утверждению Рамачараки, хотя образы, материализуемые «из воздуха» факирами, похожи на те, что наблюдаются во время спиритических сеансов, «в действительности между этими двумя родами явлений связи нет»[30].
22. ↑  См. Гартман Э. Спиритизм, 1887, С. 122[32].
23. ↑  «Man can create. Given a certain intensity of will, and the shapes created by the mind become subjective. Hallucinations, they are called, although to their creator they are real as any visible object is to any one else. Given a more intense and intelligent concentration of this will, and the form becomes concrete, visible, objective»[33].
24. ↑  См. Гартман Э. Спиритизм, 1887, С. 45, 62[36].
25. ↑  Гартман объясняет физические феномены проявлением некой силы, аналогичной электричеству или магнетизму, «исходящей из тела медиума»[13].
26. ↑  См. Гартман Э. Спиритизм, 1887, С. 61, 64[37].
27. ↑  См. Гартман Э. Спиритизм, 1887, С. 38[21].
28. ↑  См. Гартман Э. Спиритизм, 1887, С. 64–65[38].
29. ↑  Цит. Гартман Э. Спиритизм, 1887, С. 62[39].
30. ↑  Этот пассаж философа был прокомментирован Аксаковым кратко: «Данное объяснение представляет с точки зрения физики целый ряд невозможностей»[39].
31. ↑  См. Гартман Э. Спиритизм, 1887, С. 128[40].
32. ↑  Комментарий Аксакова: «Итак, мы имеем здесь галлюцинацию с подкладкой нервной силы»[40].
33. ↑  Рамачарака писал, что многое из так называемых спиритических феноменов в действительности производится «бессознательной астральной проекцией медиума», а не бестелесными существами, пребывающими на других планах существования[41].
34. ↑  См. Гартман Э. Спиритизм, 1887, С. 73[42].
35. ↑  См. Гартман Э. Спиритизм, 1887, С. 142, 145 [43].
36. ↑  См. Гартман Э. Спиритизм, 1887, С. 75, 109[44].
37. ↑  См. Гартман Э. Спиритизм, 1887, С. 61[45].
38. ↑  Понятно, что грудные дети не умеют писать, однако Аксаков обнаружил «в летописях спиритизма» несколько «случаев» детского медиумизма, связанного с автоматическим писанием[45].
39. ↑  См. Гартман Э. Спиритизм, 1887, С. 56[46].
40. ↑  Цёлльнер «никогда не предполагал», что спиритические феномены производятся духами умерших людей, но связывал их с действиями «неких таинственных существ», управляющих четвёртым измерением пространства[10].
41. ↑  См. Гартман Э. Спиритизм, 1887, С. 111[46].
42. ↑  По мнению Аксакова, «проникновение» одного твёрдого тела другим «мы не можем представить себе иначе, как предположив моментальную дезагрегацию твёрдого вещества в момент прохождения предмета и его немедленное после того восстановление», то есть, его дематериализацию и обратную материализацию[47].
43. ↑  См. Гартман Э. Спиритизм, 1887, С. 53, 54[46].
44. ↑  См. Гартман Э. Спиритизм, 1887, С. 54–56[49].
45. ↑  См. Гартман Э. Спиритизм, 1887, С. 67, 133[50].
46. ↑  Цит. Гартман Э. Спиритизм, 1887, С. 147[51].
47. ↑  Согласно Мэсси, спиритическая гипотеза о «деятельности духов» умерших людей сильно преувеличивалась, и большинство сообщений, предположительно исходящих от них, можно было объяснить другими причинами, которые не признавались. Он писал: «Нынешняя спиритуалистическая концепция смерти, как простого изменения внешних условий, когда якобы существует непрерывность сознания, не выдерживает критики, и мы не можем принять её»[53]. Тем не менее, по заявлению Ричарда Ходжсона, которое он сделал после пятисот застенографированных сеансов с медиумом Леонорой Пайпер, «никакая гипотеза, кроме спиритической, не может объяснить явлений, которые ему пришлось наблюдать»[54].
48. ↑  Свой «Ответ Гартману» Аксаков «немедленно» после выхода его книги начал печатать в немецком журнале Psychische Studien. В 1890 году он вышел отдельным изданием под заглавием Animismus und Spiritismus (в 1893 — первое русское издание)[56].
49. ↑  Дю-Прель высоко оценил книгу Аксакова, как имеющую большое значение для распространения спиритизма в Германии, подробно обсудив её в своей статье Hartmann contra Aksakof, опубликованной в «Сфинксе» в июне 1891 года[58]. Он писал, что сочинение Гартмана занимает всего лишь 118 страниц, тогда как «Ответ» Аксакова составляет более 800 страниц (два тома). Этот контраст, который «замечателен сам по себе», ещё больше увеличивается, когда читатель узнаёт, что, по признанию Гартмана, он никогда не присутствовал на сеансах[59], тогда как Аксаков, заинтересовавшись спиритическим движением в 1855 году, с 1870 года многократно принимал участие в спиритических сеансах[7][60][10].
50. ↑  Цит. Hartmann E. Der Spiritismus, 1885, S. 16, 23[67].
51. ↑  Тем не менее, по мнению профессора Хизер Вольфрам, такие исследователи, как Гартман и Аксаков, с их поисками «новой научной психологии», основанной на явлениях бессознательного, не менее важны для современной науки, чем физиолог-материалист Вундт и его коллеги[68].